# Telescopio spaziale Eddington
Il telescopio spaziale Eddington è stato un progetto dell'Agenzia spaziale europea (ESA) finalizzato alla ricerca di esopianeti simili alla Terra il cui lancio era previsto per il 2008 a seguito di successivi posticipi, ma la missione fu cancellata nel 2003. Era intitolata ad Arthur Eddington, astrofisico inglese che diede un notevole contributo scientifico e divulgativo alla teoria generale della relatività. La missione non è avanzata oltre gli studi preliminari di fattibilità.

## Panoramica
Mediante un singolo veicolo spaziale in orbita terrestre dotato di quattro telescopi, Eddington avrebbe esaminato diverse regioni del cielo ad intervalli regolari. Il telescopio avrebbe osservato più di 500.000 stelle raccogliendo dati astro sismici per 50.000 stelle con una buona risoluzione temporale.
La missione Eddington avrebbe rappresentato il culmine di un tentativo internazionale di effettuare astrosismologia dallo spazio. Eddington sarebbe stato precursore della missione francese COROT (COnvection, ROtation et Transits planétaires) e della missione canadese MOST (Microvariability and Oscillations of STars), che utilizzava un piccolo telescopio da 15 cm. 

## Pianificazione ed aspettative
Il veicolo di lancio doveva essere un razzo Soyuz-Fregat lanciato dal cosmodromo di Baikonur. La sonda avrebbe dovuto viaggiare oltre la Luna fino al punto Lagrangiano L 2 e vi avrebbe stazionato stabilmente per la durata prevista della missione di 5 anni. La massa di lancio prevista era di 1640 kg.
Eddington doveva essere una controparte europea del telescopio Kepler, con il proposito di rilevare migliaia di pianeti di qualsiasi dimensione e alcune decine di pianeti terrestri potenzialmente abitabili. Sovraccarichi di bilancio finanziari sovrapposti ad altre missioni dell'ESA hanno portato alla cancellazione della missione nel novembre 2003 nonostante le forti proteste della comunità scientifica.